# Les Contes pervers
Pour les articles homonymes, voir Contes pervers (homonymie).
Pour plus de détails, voir Fiche technique et Distribution.
Les Contes pervers (Novelle licenziose di vergini vogliose) est un decamerotico italien réalisé par Joe D'Amato et sorti en 1973.

## Synopsis
Giovanni Boccaccio rêve qu'il est conduit en enfer, plus précisément dans le quartier des « boiteux » ; pendant ce temps, il apprend l'histoire de quelques damnés. Deux femmes et deux hommes, sans le savoir, conviennent d'un échange et se retrouvent ainsi avec l'épouse de l'autre plutôt qu'avec la leur ; un frère profite d'une jeune femme dont le mari est insatiable ; un marchand confie le contrôle de la maison à l'un de ses neveux avec sa femme, qui l'instruit dans l'art du sexe ; un homme a une relation homosexuelle avec l'un de ses ouvriers : un mari confie sa femme et sa fille à un professeur de musique, le croyant inverti et inoffensif. Poursuivant son voyage, Boccace rencontrera également Néron et la figure majestueuse de Dante Alighieri.

## Fiche technique
- Titre français : Les Contes pervers[1],[2]
- Titre original italien : Novelle licenziose di vergini vogliose[3]
- Réalisation : Joe D'Amato
- Scenario : Joe D'Amato, Diego Spataro
- Photographie :	Fausto Zuccoli
- Montage : Daniele Alabiso (it)
- Musique : Franco Salina (it)
- Décors : Mila Vitelli Valenza
- Costumes : Osanna Guardini
- Producteur : Demofilo Fidani
- Société de production : Elektra Film
- Pays de production :  Italie
- Langue originale : italien
- Format : couleurs par Telecolor - Son mono - 35 mm
- Durée : 95 minutes
- Genre : decamerotico
- Dates de sortie :
  - Italie : 19 juillet 1973
  - France : 9 octobre 1974

## Distribution
- Gabriella Giorgelli : Alessandra
- Margareth Rose Keil : Fioretta
- Enza Sbordone : Tarsia
- Antonio Spaccatini : Messer Duccio
- Marco Mariani (it) : Ser Giannetto
- Stefano Oppedisano (it) : Giovanni Boccaccio
- Ewelyn Melcherich : Lisa
- Mimmo Poli : le frère gras
- Lucia Modugno : La mère de Lisa
- Fausto Di Bella : Geoffrey Chaucer
- Enzo Pulcrano : un mari/le garçon
- Massimo Pirri : Dante Alighieri
- Tony Askin : Buricchio
- Paolo Casella :
- Rino Cassano : Troilo
- Claudio Andreoli : Messer Ruberto
- Giorgio Dolfin : Pétrarque
- Attilio Dottesio : médecin